# تنانين النور
تنانين النور (بالإنجليزية: Dragons of Light)‏ (1980) هي مختارات فنتازية حرّرها الكاتب الأمريكي أورسن سكوت كارد.

## المحتويات
- «تنين الجليد» من تأليف جورج ر. ر. مارتن (الرسوم التوضيحية من أليسيا أوستين)
- «أعمال جورج» من تأليف روجر زيلاسني (الرسوم التوضيحية من جيف دارو)
- «شتاء واحد في إيدن» من تأليف مايكل بيشوب (الرسوم التوضيحية من فال لاكي ليندان وجون لاكي)
- «دراما التنين» من تأليف كرايغ شو غاردنر (الرسوم التوضيحية من جيني شورتليف)
- «التنين الحريري» من تأليف ستيفن إدوارد ماكدونالد (الرسوم التوضيحية من رون ميلر)
- «تقاليد التنين» من تأليف ستيف راسنيك تيم (الرسوم التوضيحية من فيكتوريا بويزر)
- «دودة النسر» من تأليف جيسيكا أماندا سالمونسون (الرسوم التوضيحية من جلين إدواردز)
- «تنين دنلون» من تأليف آرثر ديمبلينج (الرسوم التوضيحية من ديلين مارش)
- «إذا مت قبل أن أستيقظ» من تأليف غريغ بير, بما في ذلك الرسوم التوضيحية
- «على النحو الوارد أعلاه حتى أدناه» من تأليف جون إم. فورد (الرسوم التوضيحية من جودي كينغ ريينيتس)
- «مصارعة الديوك» من تأليف جين يولين (الرسوم التوضيحية من تيري ويندلينج)
- «من باخ إلى البروكلي» من تأليف ريتشارد كيرنز (الرسوم التوضيحية من جيف دارو)
- «لمس التنين» من تأليف ديف سميدز (الرسوم التوضيحية من مايكل هاغ)